# Fallen (2016)
Fallen é um filme norte-americano de 2016, dirigido por Scott Hicks, adaptado do primeiro livro da série homônima de Lauren Kate por Michael Alen Ross. O filme é estrelado por Addison Timlin como Lucinda Price, Jeremy Irvine como Daniel Grigori e Harrison Gilbertson como Cameron Briel.

## Sinopse
Responsabilizada pela misteriosa morte de seu namorado, Luce (Addison Timlin) é mandada para o reformatório Sword & Cross, onde se aproxima de Daniel Grigori (Jeremy Irvine), sem saber que ele é um anjo apaixonado por ela há milênios. Ao mesmo tempo, a protagonista da trama não consegue se manter afastada de Cam Briel (Harrison Gilbertson), que também é um anjo e há tempos luta pelo amor de Luce. Isolada do mundo exterior e assombrada por estranhas visões, ela começa aos poucos a desvendar os segredos de seu passado e descobre a verdadeira identidade dos anjos caídos, bem como o amor que nutriram por ela ao longo de séculos. Luce deve, então, fazer sua escolha.

## Elenco
- Addison Timlin como Lucinda "Luce" Price
- Jeremy Irvine como Daniel Grigori
- Harrison Gilbertson como Cameron "Cam" Briel
- Lola Kirke como Pennyweather "Penn" Van Syckle-Lockwood
- Sianoa Smit-McPhee como Molly Zane
- Daisy Head como Ariane Alter
- Hermione Corfield como Gabrielle "Gabbe" Givens
- Malachi Kirkby como Roland Sparks
- Chris Ashby como Todd Hammond
- Joely Richardson como Sophia Bliss